# Monte Cetona
Der Monte Cetona ist ein Berg in der Toskana in Italien.

## Lage
Der Berg liegt ca. 70 km südöstlich von Siena nahe der Gemeinde Cetona in der Provinz Siena, auf halbem Weg zwischen Florenz und Rom, und stellt mit seinen 1148 m die höchste Erhebung des Chianatals dar. Er ist Teil des Apennin und ist umgeben vom Chianatal und dem Val d’Orcia. Weitere anliegende Gemeinden neben Cetona sind San Casciano dei Bagni, Radicofani und Sarteano. Am südlichen Seitenhang entsteht der Fluss Orcia, der später in den Ombrone mündet.

## Archäologie
Erste archäologische Arbeiten fanden 1927 durch den Archäologen Umberto Calzoni aus Perugia statt. Dabei wurde die Grotta di San Francesco und die Grotta della Carbonaia entdeckt und freigelegt. 1928 wurden die Antro della Noce, Antro del Poggetto und die Tombetta della Strada, ein miteinander verbundenes Höhlensystem, entdeckt und ausgegraben. Erstmals menschlich besiedelt waren diese Höhlen von den Neandertalern, später dann in der Bronzezeit und in der Jungsteinzeit. Die Ausgrabungen des Calzoni fanden bis 1941 statt. 1984 haben die Universität Siena und die Soprintendenza Archeologica per la Toscana die Forschungen wieder aufgenommen.

## Sehenswürdigkeiten

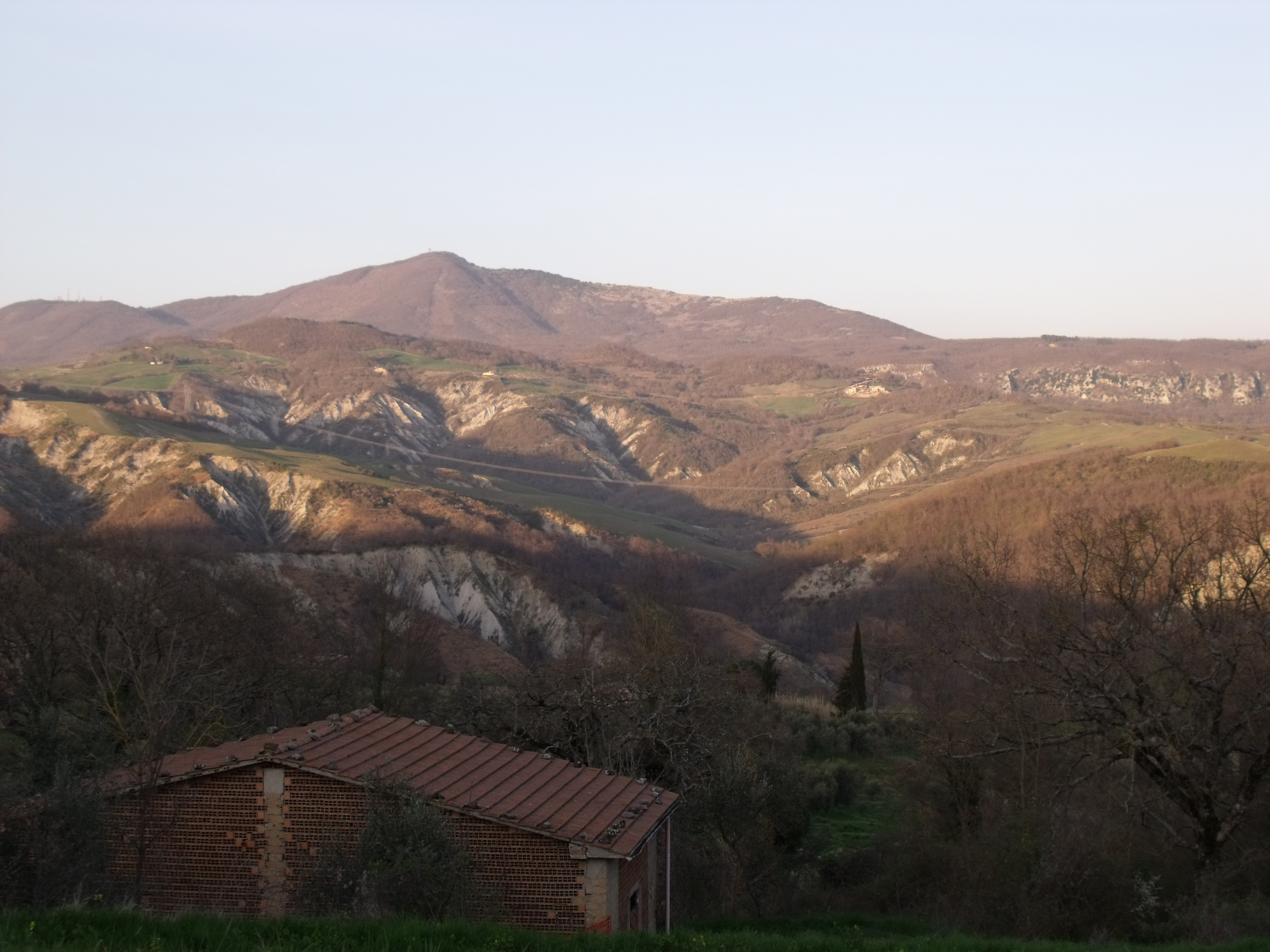
Der Monte Cetona von Süden aus gesehen

- Celle di San Francesco, Ort, an dem der hl. Franz von Assisi 1212 ein Einsiedlerleben vollzogen haben soll. Liegt im Ortsgebiet von Sarteano unweit der Chiesa di San Bartolomeo, die 1594 durch seine Nachfolger entstand.[1]
- Grotta di San Francesco, Grotte im Parco Archeologico Naturalistico di Belverde (Cetona), in der der hl. Franz von Assisi einen Zeitraum verbracht haben soll.[2]
- Museo Civico per la Preistoria del Monte Cetona, Museum in Cetona[3]
- Parco Archeologico-Naturalistico del Monte Cetona, Naturpark in Cetona[4]
- Poggio Restone (1026 m, Radio- und Tv-Antennenstation)[5]